# 雷吉·哈丁
雷金纳德·哈丁（英語：Reginald Harding，1942年5月4日—1972年9月2日），美国NBA联盟前职业篮球运动员。他在1963年的NBA选秀中第6轮第29顺位被底特律活塞选中。
哈丁的篮球生涯因为私生活问题而夭折。他曾入狱，及有毒品依赖问题，并且传闻他在随身的健身装备包中放有手枪。1972年，在底特律的一个十字路口，哈丁被枪杀致死。